# Balaguier-d'Olt

Balaguier-d'Olt este o comună în departamentul Aveyron din sudul Franței. În 1 ianuarie 2022 avea o populație de 175 de locuitori.